# AA Internacional (Bebedouro)
AA Internacional, ook bekend als Inter de Bebedouro is een Braziliaanse voetbalclub uit de stad Bebedouro, in de deelstaat São Paulo. Met 32 seizoenen, waarvan het laatste in 2012, is de club koploper wat betreft het aantal seizoenen in de Campeonato Paulista Série A3.

## Geschiedenis
De club werd opgericht op 11 juni 1906 als Foot Ball Club Internacional de Bebedouro. Later nam de club de naam Sport club Internacional aan en de huidige naam werd in 1920 aangenomen. De club speelde in het amateurvoetbal tot ze in 1948 de profstatus aannamen en in de tweede klasse van het Campeonato Paulista gingen spelen. In 1953 en 1954 speelde de club opnieuw in de amateurcompetitie en keerde dan terug. In 1956 plaatste de club zich voor de eindronde om promotie, maar slaagde er niet in die af te dwingen. Van 1960 tot 1968 speelde de club in de derde klasse en werd hierna ontbonden. De club bleef enkel in de jeugdreeksen actief tot ze in 1973 opnieuw een profclub werden. De club werd een liftploeg tussen de tweede en derde klasse. In 1979 won de club wel de Taça São Paulo, een toernooi dat dat jaar gespeeld werd. Na een jaar onderbreking in 1983 speelde de club nog tot 1984 in de tweede klasse en degradeerde dan voorgoed uit de tweede klasse. Van 1988 tot 1993 en van 1996 tot 2004 speelde de club nog in de Série A3. Hierna verdween de club enkele jaren door financiële problemen. In 2008 maakte de club zijn rentree in de Segunda Divisão, de vierde klasse. Na twee seizoenen in de middenmoot plaatste de club zich in 2010 voor de tweede fase, maar kon toch promoveren dat jaar. Na twee seizoenen degradeerde de club opnieuw. In 2013 werd de promotie maar net gemist en ook de volgende jaren slaagde de club er niet in te promoveren.

## Bekende ex-spelers
- Basílio